# Campeche (stad)
San Francisco de Campeche (Yucateeks Maya: Kaanpeech) is de hoofdstad van de gelijknamige staat in Mexico, aan de kust van de Golf van Campeche. Campeche heeft 211.671 inwoners (census 2005).

## Geschiedenis
De stad werd in 1540 door Spaanse conquistadores gesticht op de plaats van de Mayastad Ah-Kim-Pech. Deze stad had ongeveer 3000 inwoners en een aantal monumenten. Ten tijde van de komst van Juan de Grijalva in 1517 regeerde Moch-Cuoh over de stad, die succesvol Spaanse aanvallen wist te weerstaan. Pas na Moch-Cuohs dood in 1540 werd Campeche door de conquistador Francisco de Montejo onderworpen, die de stad San Francisco de Campeche doopte.

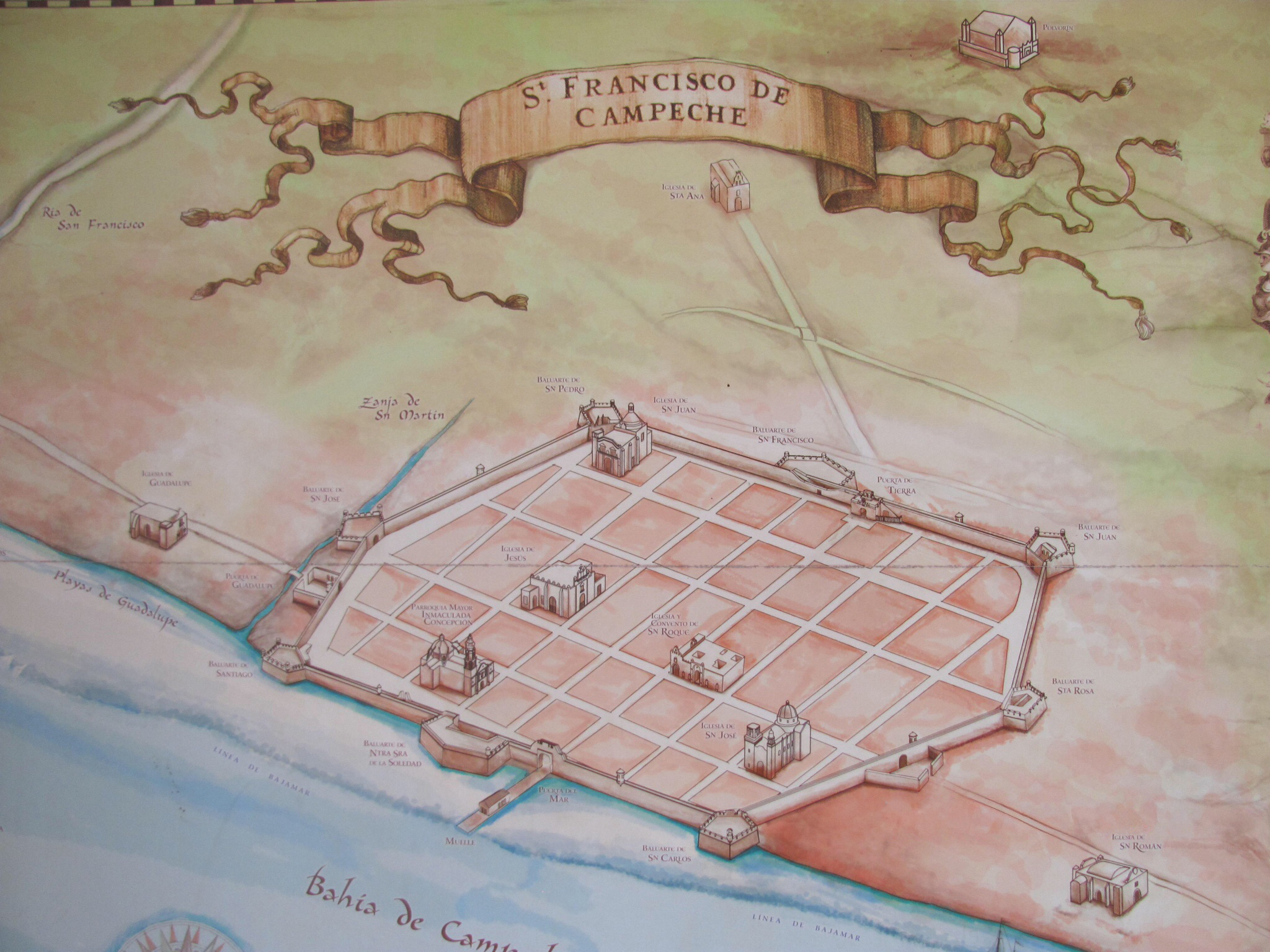
Plattegrond van de oude stad

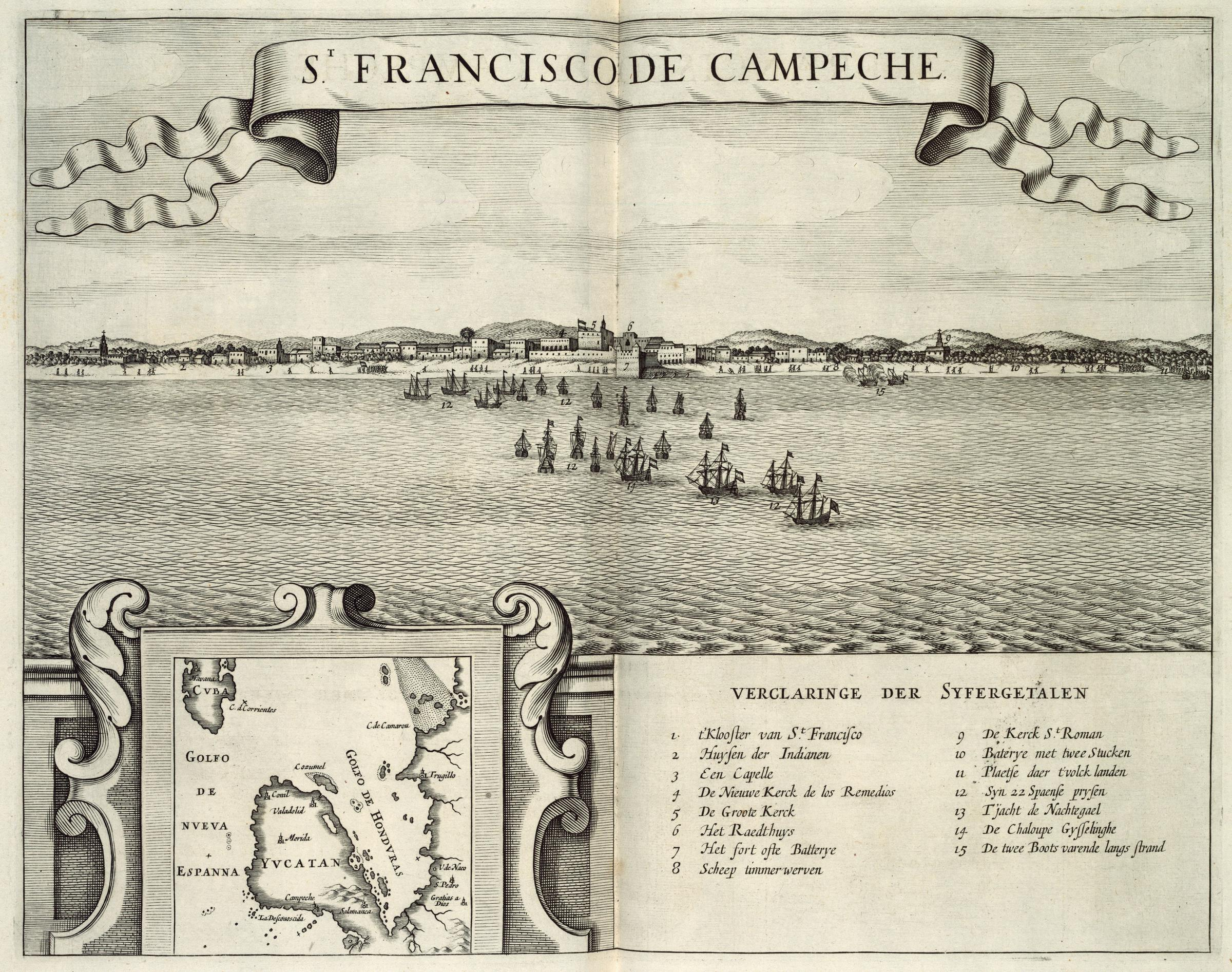
Verovering van Campeche door Jan Jansz. van Hoorn en Cornelis Jol, 1633

Campeche werd een belangrijke doorvoerhaven vanwaaruit goederen uit het schiereiland Yucatán naar Cuba en van daar naar Europa verscheept werden. Wegens haar rijkdom trok de stad snel piraten aan. Onder anderen Cornelis Jol, Abraham Blauvelt, Christopher Myngs, Henry Morgan, Francis Drake, Laurens de Graaf, Henry Every en Rock de Braziliaan wisten de stad te plunderen. Na een verschrikkelijke aanval van meerdere groepen piraten in 1663 werd overgegaan tot het bouwen van stadsmuren van 3,5 meter dik en andere fortificaties. De bouw duurde 18 jaar en had tot gevolg dat Campeche een van de best verdedigde steden in het Spaanse rijk werd.
Campeche was de belangrijkste haven van Yucatán tot het halverwege de negentiende eeuw voorbij werd gestreefd door Sisal en Progreso. Het was tijdens de Kastenoorlog de enige stad op Yucatán die niet door rebellen werd ingenomen. In 1857 werd het de hoofdstad van de nieuw opgerichte staat Campeche.
In opdracht van gouverneur Carlos Sansores zijn in de jaren 1970 onder protesten een deel van de vestingwallen geslecht om zo een rondweg aan te leggen. Maar veel stadsmuren en de z.g. Baluartes (versterkte stadspoorten), en het stadscentrum zijn zo goed bewaard gebleven dat ze in 1999 op de Werelderfgoedlijst van de UNESCO terecht zijn gekomen. Ten zuiden van de oude stad ligt fraai gelegen het fort San Miguel met daarin een museum met Maya kunst.
Belangrijke bronnen van inkomsten zijn tegenwoordig vooral de visserij, de aardolie-industrie en in toenemende mate ook het toerisme. Even buiten de stad ligt een replica van het piratenschip van Laurens de Graaf.

## Bekende inwoners van Campeche

### Geboren
- Moch-Cuoh, Maya-heerser
- Miguel Barbachano (1807-1859), politicus
- Justo Sierra Méndez (1848-1912), politicus, filosoof, schrijver en onderwijzer ("meester van de Amerika's")
- Joaquín Clausell (1866-1935), kunstschilder
- Francisco S. Carvajal (1870-1932), president van Mexico (1914), politicus en jurist
- Héctor Pérez Martínez (1906-1948), politicus
- María Lavalle Urbina (1908-1996), politica
- Jorge Carpizo Mac Gregor (1944), jurist en politicus
- Layda Sansores (1945), politica
- Jorge Carlos Hurtado Valdez (1949), politicus
- Ana Rosa Payán (1952), politica
- Francis García (1958-2007), acteur
- Sergio Witz (1962), dichter
- Tatiana Rodríguez, model

## Galerij

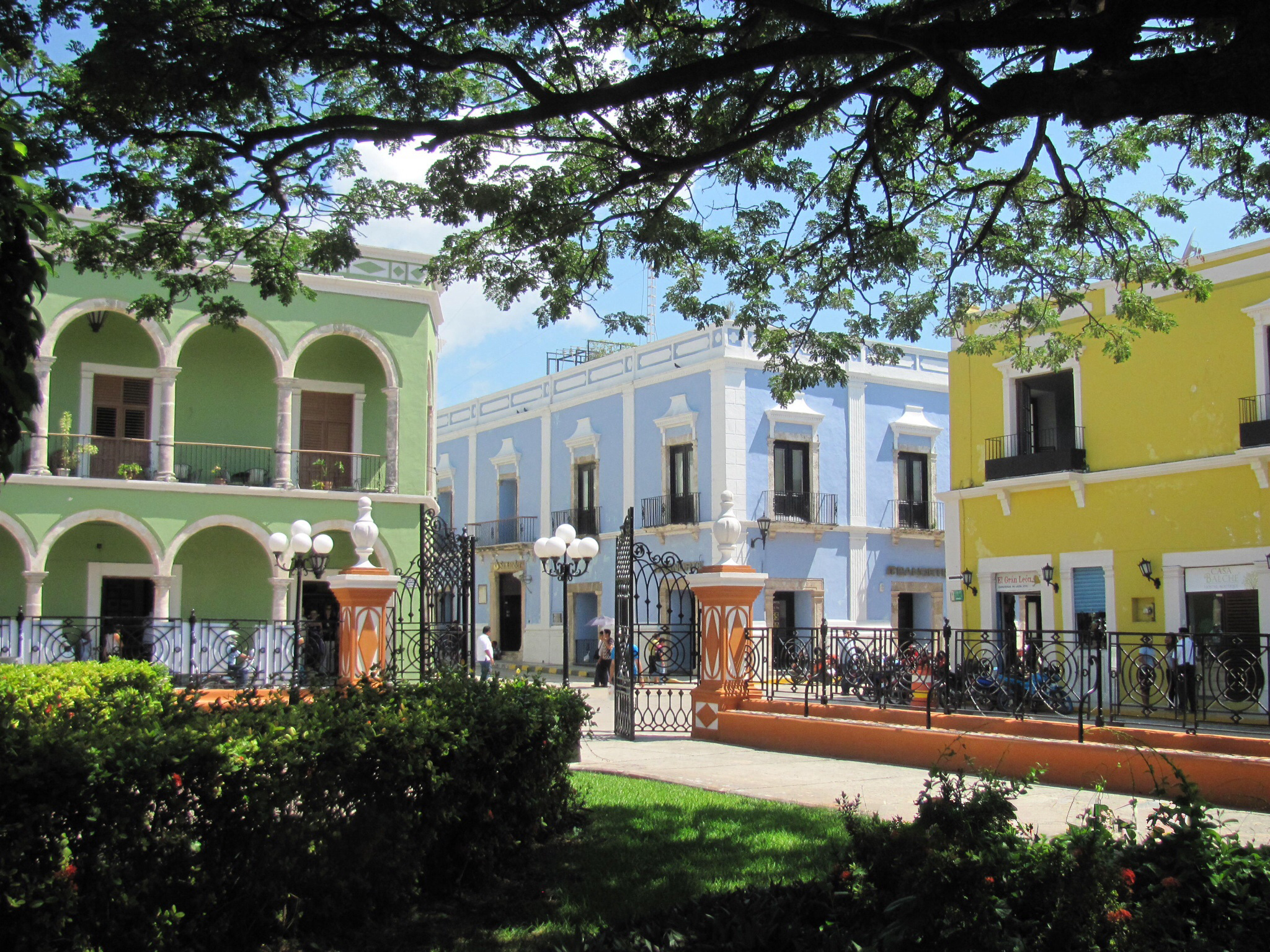
Kleurige huizen in Campeche
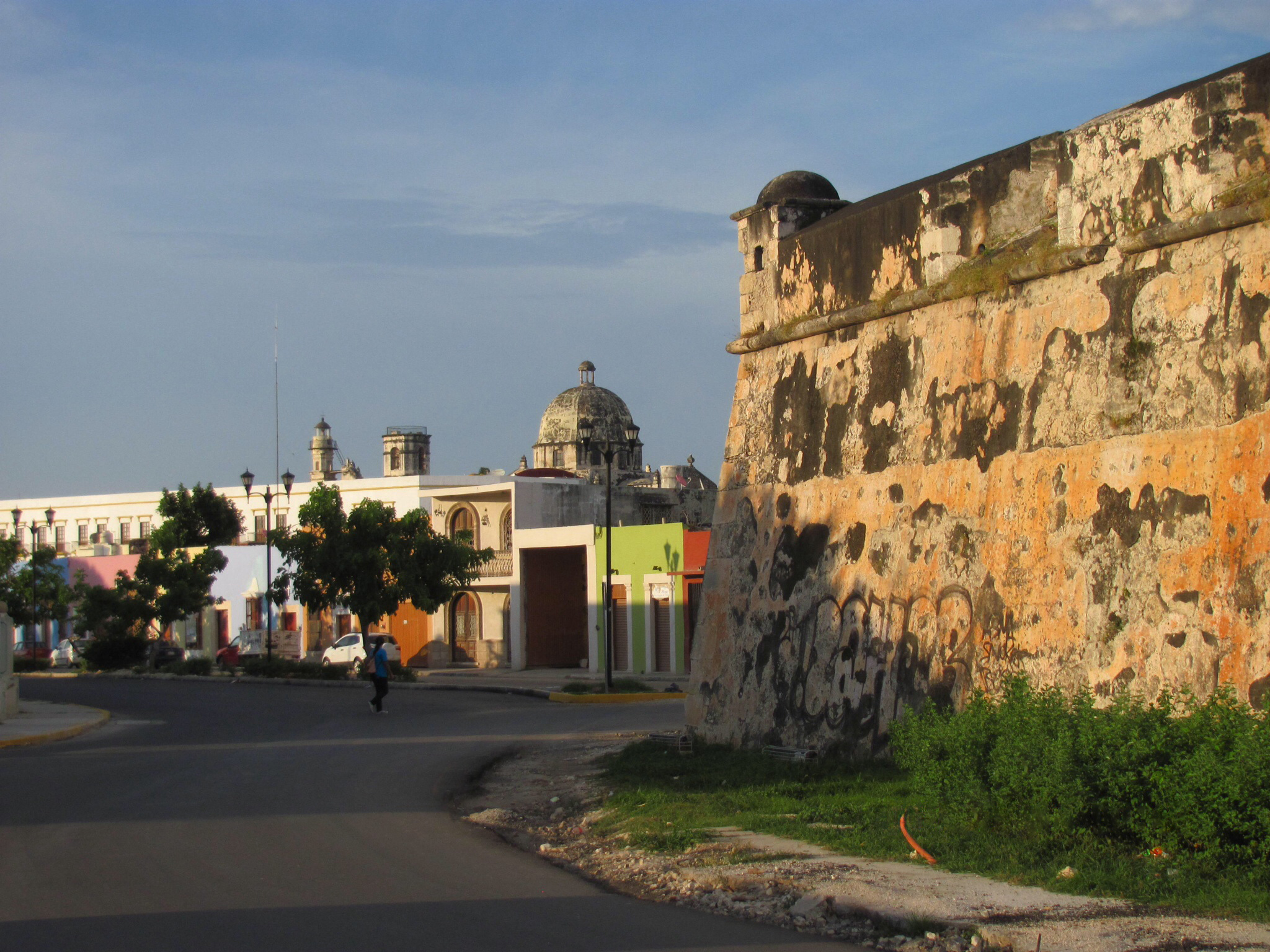
Deel van de stadsmuur in Campeche
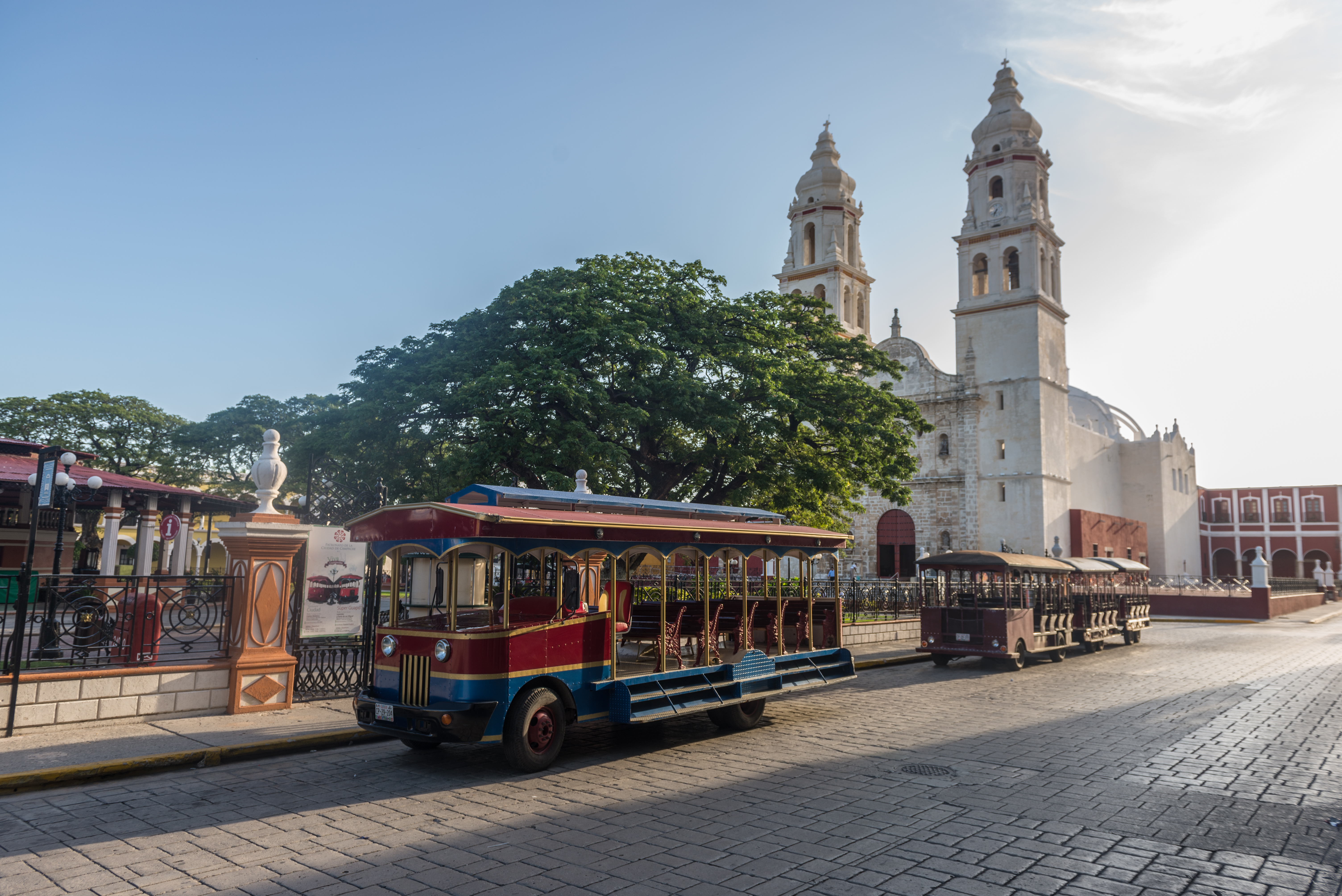
Kathedraal  Nuestra Señora de la Purísima Concepción in het centrum van Campeche

Agavelandschap en oude industriële faciliteiten van Tequila · Hydraulisch systeem van het aquaduct van Padre Tembleque · Oude Mayastad en beschermde tropische regenwouden van Calakmul, Campeche · Historische versterkte stad Campeche · Precolumbiaanse stad Chichén Itzá · Centrale Universiteitsstadscampus van de Nationale Autonome Universiteit van Mexico · Biosfeerreservaat El Pinacate y Gran Desierto de Altar · El Camino Real de Tierra Adentro · Precolumbiaanse stad El Tajín · Franciscaanse missieposten in de Sierra Gorda van Queretaro  · Historische stad Guanajuato en aangrenzende mijnen · Hospicio Cabañas, Guadalajara · Eilanden en beschermde gebieden in de Golf van Californië · Luis Barragánhuis en -studio · Historisch Centrum van Mexico-Stad en Xochimilco · Vroeg-16e-eeuwse kloosters op de hellingen van de Popocatépetl · Historisch centrum van Morelia · Historisch centrum van Oaxaca en Monte Albán · Precolumbiaanse stad en nationaal park Palenque · Archeologische zone van Paquimé, Casas Grandes · Historisch centrum van Puebla · Historische monumentenzone van Querétaro · Revillagigedo-archipel · Biosfeerreservaat van de monarchvlinder · Rotstekeningen van de Sierra de San Francisco · Beschermde stad San Miguel en het Heiligdom van Jesús de Nazareno de Atotonilco · Sian Ka'an · Precolumbiaanse stad Teotihuacan · Historische monumentenzone van Tlacotalpan · Precolumbiaanse stad Uxmal · Walvisreservaat van El Vizcaíno · Archeologische monumentenzone van Xochicalco · Historisch centrum van Zacatecas · Tehuacán-Cuicatlánvallei: oorspronkelijke habitat van Mesoamerika
- Library of Congress Control Number: n81042173
- MusicBrainz: a9c1e5af-a063-4145-b128-dce5418efcbe
- Nationale Bibliotheek van Israël: 987007557209505171
- Système universitaire de documentation: 142964166
- Virtual International Authority File: 150104981
- WorldCat: E39PBJxH3qQQ4798TmgwT9CvpP